# 叔孙侨如
叔孙侨如（？—？），姬姓，叔孙氏，名侨如，谥宣，又被称为叔孙宣伯、叔孙宣子，是叔孙得臣的儿子，虺和叔孙豹哥哥。鲁成公时，叔孙侨如为卿。

## 命名
前616年，鄋瞒进犯齐国和鲁国，鲁文公占卜派叔孙得臣追赶敌人，卦象很吉利，就派他出征。冬季的十月初三，叔孙得臣在咸地打败了狄人，俘获了长狄侨如、虺、豹三名狄人头目，叔孙得臣就以这三个人的名字为自己的三个儿子命名。

## 预言
前599年，周定王派刘康公出使鲁国，向鲁国的卿大夫分派礼物。季文子和孟献子很俭朴，而叔孙侨如和公孙归父却很奢侈。
回来后，周定王询问鲁国的卿大夫哪位贤德，刘康公答道：“季文子和孟献子可以在鲁国长期保持地位，叔孙侨如和公孙归父可能会败亡。他们两家即便家族不亡，本人必不能免祸。”周定王问那是什么原因，刘康公答道：“我听说，为君必须恪守宽厚、严整、公正、仁爱的君道，为臣必须遵守忠敬、谨慎、谦恭、俭朴的臣道。以忠敬来承受君命就不会违抗，以谨慎来守护家业就不会荒怠，以谦恭来执行公务就不会犯法，以俭朴来丰足财用就不会担忧。如果承受君命不违抗，守护家业不懈怠，不触犯刑法而又远离忧愁，君臣上下就能够没有嫌隙了，还有什么事胜任不了呢？在上者要施行的政务能办到，在下者能胜任交办的公务，因此国家才能长治久安。现在季文子和孟献子俭朴，他们将财用丰足，因而家族能得到荫护。叔孙侨如和公孙归父奢侈，奢侈就不会体恤贫困，贫困者得不到体恤，忧患必然会降临，这样必然会危及自身。况且作为人臣而奢侈，国家不堪负担，这是在走向败亡。”
周定王又问他们能维持多久？刘康公答道：“公孙归父的地位不如叔孙得臣但比叔孙侨如还要奢侈，所以不可能连续两朝享有俸禄；叔孙侨如的地位不如季文子和孟献子，但也比他们奢侈，所以不可能连续三朝享有俸禄。他们死得早倒还罢了，如果他们有长久的年寿来多干坏事，一定会败亡。”

## 鞌之战
前589年，季文子、臧宣叔、叔孙侨如和子叔声伯率领鲁军与晋军、卫军、曹军会合，参与鞌之战，齐军被联军打的大败。

## 取汶阳
前588年秋季，因为棘地人不服从命令，叔孙侨如包围了棘地，夺取了汶阳的土田。

## 餫荀首
前586年夏季，晋国的亚卿中军佐荀首前往齐国迎接齐女，叔孙侨如在穀地送给荀首食物。

## 侵宋
前585年，因为上一年宋国不参与诸侯的盟会，晋国命令鲁国发兵进攻宋国。秋季，孟献子和叔孙侨如率兵入侵宋国。

## 伐郯
前583年，晋国的士燮前往鲁国聘问，声称因为郯国奉事吴国，晋国将要派兵进攻郯国，鲁成公送给士燮财礼，请求从缓进兵，士燮不答应，季文子便派叔孙得臣率兵会合晋军、齐军和邾军进攻郯国。

## 聘齐
前580年秋季，叔孙侨如到齐国聘问，两国重修为好。

## 朝王
前578年三月，鲁成公前去京师朝见周简王，叔孙侨如想要得到周王的赏赐，请求先行出使。叔孙侨如到达京师后，会见了周王的大夫王孙说，双方进行了交谈。王孙说对周简王说：“叔孙侨如这次来，一定另有企图。他进献的聘礼菲薄而言谈阿谀奉承，恐怕是他自己要求来的。如是他自己要求来，一定是想得到赏赐。鲁国的执政中只有他强横，所以尽管其他人不乐意也只能派他来，再说叔孙侨如的相貌上宽下尖，很容易触犯他人，陛下不要赏赐他。如果贪婪强横的人来朝见却达成了他的愿望，这不是鼓励善行，何况财物也满足不了他的欲望。所以圣人在是否给予的问题上是要考虑的，在喜怒取予上也是要考虑的。因此不主张宽惠，也不主张苛严，只主张赏罚得当而已。”周简王同意了，同时派人私下向鲁国询问，果然是叔孙侨如自己要求来的。周简王便不给他赏赐，用对待普通外交官的礼节接待了他。到了鲁成公来朝见时，由孟献子陪同，王孙说与他交谈，孟献子很谦和。王孙说将此告诉周王，周简王把孟献子作为鲁成公的第一位外交官，赐给了他厚礼。

## 逆齐女
前577年秋季，叔孙侨如到齐国迎接齐女，九月，带着鲁成公的夫人齐姜返回鲁国。

## 钟离之会
前576年十一月，叔孙侨如在钟离与晋国的士燮、齐国的高无咎、宋国的华元、卫国的孙林父、郑国的公子䲡以及吴国人会面，这是与吴国友好往来的开端。

## 败亡
前575年，叔孙侨如与鲁成公的母亲穆姜私通，想要除掉季文子和孟献子而夺取他们的家产。穆姜要求鲁成公驱逐季文子和孟献子，鲁成公告诉母亲晋国和楚国正在鄢陵作战，且等回来再说，穆姜生气了，指着鲁成公的两个弟弟公子偃和公子鉏说：“你要不同意，他们两个都可以作国君！”鲁成公在坏隤等待，防护公室，加强警备，设置守卫后才出行，所以晚到了诸侯盟会。叔孙宣伯向晋国负责东方诸侯事务的新军将郤犨行贿，说鲁成公是在坏隤等待晋楚之间的胜利者，郤犨便在晋厉公面前诋毁鲁成公，晋厉公因此不见鲁成公。
不久，叔孙侨如派人告诉郤犨：“鲁国有季氏和孟氏，就好像晋国有栾氏、范氏一样，政令就是在那里制定的。现在他们商量说：‘晋国的政令不是由晋君制定的，而是由许多人所发，这样鲁国没办法服从晋国。鲁国宁愿事奉齐国和楚国，哪怕亡国，也不要跟从晋国了。’晋国如果要在鲁国行使自己的意志，请把季文子留下杀掉，我则把国内的孟献子杀死，鲁国事奉晋国就没有二心了。鲁国没有二心，其他小国一定服从晋国。不这样的话，季文子回国一定背叛晋国。”九月，晋国人逮捕了季文子。鲁成公派子叔声伯向晋国请求，在子叔声伯的努力之下，晋国与鲁国讲和，释放了季文子。十月，鲁国大夫们结盟，放逐叔孙侨如，叔孙侨如逃亡到齐国。
叔孙侨如到达齐国后，他的弟弟叔孙豹给他送来食物。叔孙侨如说：“因为我们先人的缘故，鲁国将会保存我们的宗族，一定会召你回去。要是召你回去，怎么样？”叔孙豹说：“早就愿意了。”这年十二月，鲁国人召叔孙豹回去继承叔孙氏，他不告诉叔孙侨如就走了。

## 奔卫
叔孙侨如在齐国的时候，齐国的公子叔孙还把叔孙侨如的女儿穆孟姬嫁给齐灵公，受到宠爱，生了公子杵臼。不久，叔孙侨如又与齐灵公的母亲声孟子私通，声孟子使叔孙侨如位于齐国的国氏和高氏之间，叔孙侨如认为不能再犯罪了，就逃到卫国，地位也在各卿之间。